# Estadio Regional de Wellington
El Wellington Regional Stadium (conocido como Sky Stadium por motivos de patrocinio, y coloquialmente como The Cake Tin) es un estadio situado en Wellington, Nueva Zelanda, donde se desarrollan importantes acontecimientos deportivos. Debido a su forma, es conocido coloquialmente como The Cake-Tin (envoltorio de pastel) en otras partes de Nueva Zelanda, aunque la gente del lugar lo conoce, simplemente, como "el estadio". Los aficionados del equipo de fútbol Wellington Phoenix se refieren a la cancha como "el Anillo de Fuego". Fue construido en 1999 por Fletcher Building, y está situado cerca de los principales medios de transporte (como la estación de tren de Wellington), 1 km al norte del distrito de negocios. Fue construido en unos antiguos terrenos ferroviarios.

## Historia
El estadio fue construido en 1999 por Fletcher Construction y fue el primer estadio de cricket construido en Nueva Zelanda. Fue construido para reemplazar al Athletic Park , que ya no se consideraba adecuado para eventos internacionales debido a su ubicación y estado de deterioro. El estadio también fue construido para proporcionar un lugar de mayor capacidad para los partidos de cricket internacionales de un día , debido a que el terreno de Basin Reserve perdía dichos partidos ante estadios más grandes en otras partes del país.

## Derechos de denominación
Westpac Trust, más tarde conocido simplemente como Westpac , firmó para ser el patrocinador del nombre del estadio cuando se inauguró en 2000. Ese acuerdo continuó durante veinte años hasta el 31 de diciembre de 2019. El 22 de agosto de 2019, se anunció que Sky había firmado un acuerdo de seis años para asumir el cargo de patrocinador del nombre del estadio a partir del 1 de enero de 2020.

## Datos
El estadio es una instalación multipropósito, aunque se utiliza principalmente para la práctica del rugby. Es la sede de los Wellington Lions y de los Wellington Hurricanes, de la Super 14. Además, el Seven de Wellington se disputa en el estadio desde 2000. El Sky Stadium sirve regularmente como sede de los partidos de rugby de los All Blacks.
Es también el hogar del equipo de fútbol Wellington Phoenix, de A-League. También se han disputado en el estadio encuentros de exhibición de fútbol australiano.
Junto a sus instalaciones se encuentra también se incluye el Estadio Central de la Universidad de Otago, y un campus de la Escuela de Wellington de Cricket, dirigido por la Asociación de Cricket de Wellington.

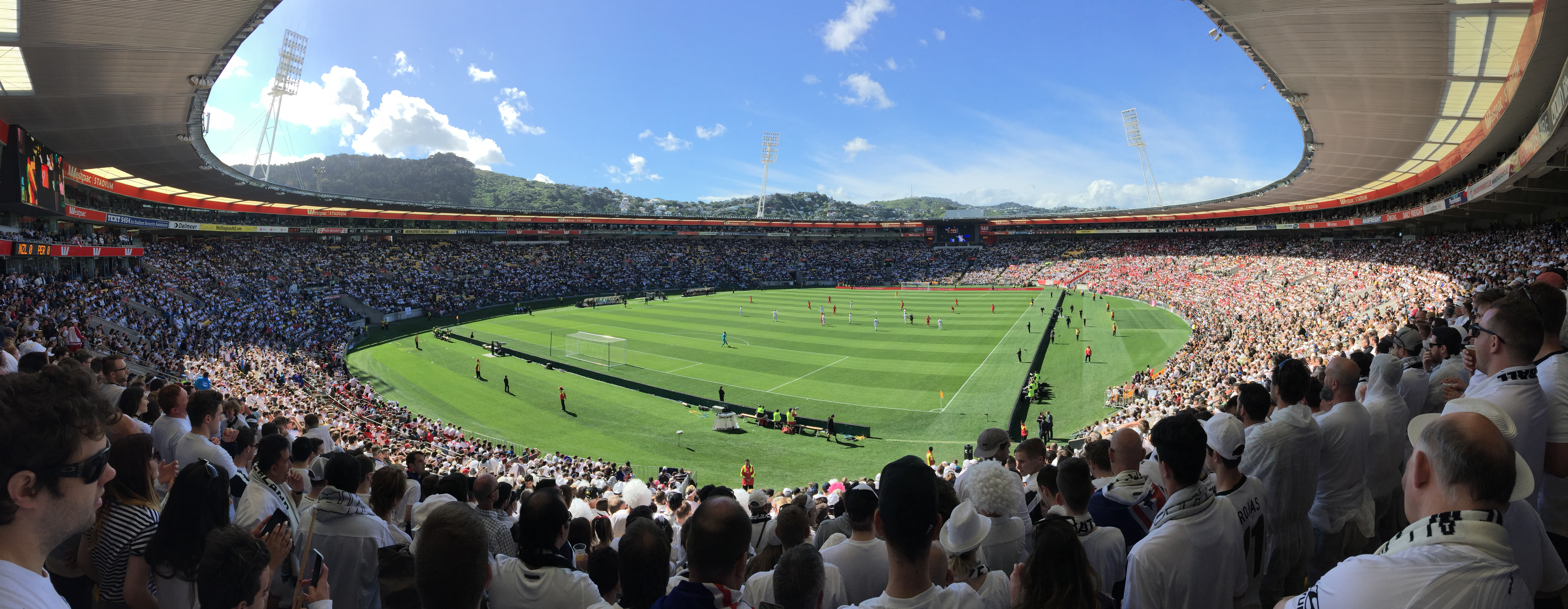
Aspecto del estadio durante el encuentro de clasificación para la Copa Mundial de Fútbol de 2018 entre y, en el cual se batió el récord de asistencia a un encuentro de fútbol en Nueva Zelanda, al estar presentes 37 340 espectadores.

## Selección de fútbol
El estadio Westpac también es la sede habitual de los encuentros de fútbol de la selección de Nueva Zelanda. El 14 de noviembre de 2009 se había batido el récord de asistencia a un encuentro de fútbol en Nueva Zelanda, cuando 35 179 personas asistieron al encuentro Nueva Zelanda - Baréin, que culminó con 1–0 y supuso la clasificación neozelandesa para la Copa Mundial de 2010, celebrada en Sudáfrica. Ocho años después, en 2017, un nuevo partido de clasificación, esta vez entre los All Whites y Perú, atrajo a 37 340 espectadores, volviendo a superarse la marca de encuentro de fútbol con más espectadores en el país.